# Artabotrys lowianus
Artabotrys lowianus är en kirimojaväxtart som beskrevs av Benedetto Scortechini och George King. Artabotrys lowianus ingår i släktet Artabotrys och familjen kirimojaväxter. Inga underarter finns listade i Catalogue of Life.